# Nádpatak
Nádpatak (románul: Rodbav, korábban Robariu, németül: Rohrbach, szászul Ruirbich) falu Romániában, Brassó megye nyugati részén. Közigazgatásilag Sáros községhez tartozik.  Erdélyi szászok telepítették a középkorban, és a 20. század közepén még többségben voltak, azonban kivándorlásuk következtében a 21. század elejére már csak néhány német család maradt a faluban. Határában gyógyfürdő található (Nádpatakfürdő).

## Elnevezése
Már 1337-ben feljegyzik a német Rohrbach (jelentése Nádpatak) nevet, ezt egészen máig megtartotta, bár az idők során változatait is feljegyezték (Borbach, Röhrbach, Rotbach). A magyar Nadpatak név 1601-ben, a román Robariu és Rodbav a 19. század elején illetve közepén jelenik meg. Nem összetévesztendő Rotbav (Szászveresmart) faluval.

## Fekvése
Brassótól 63 (közúton 85) kilométerre északnyugatra, Fogarastól 11 (közúton 20) kilométerre északnyugatra fekszik, a DJ105A megyei út mellett. Távolsága községközpontjától, Sárostól 5 kilométer.

## Története
Első okleveles említése 1337-ből származik egy, az 1332–1335. évekre vonatkozó pápai adójegyzékben. 1500 körül tíz, 1532-ben tizenkét háztartást írtak össze, így Nádpatak volt Nagysinkszék legkisebb települése. Ez azonban nem akadályozta meg őket abban, hogy román stílusú bazilikájukat erődítménnyé alakítsák át: az oldalhajókat eltávolították, a hajó és a szentély fölé védemeletet húztak, a masszív harangtornyot védőgalériával koronázták, a templom köré pedig körfalat építettek.
Nádpatak 1867-ig kisebb megszakításokkal Nagysinkszékhez, majd Nagy-Küküllő vármegye Nagysinki járásához tartozott. A román hatalomátvétel után Nagy-Küküllő majd Fogaras megye, Sztálin régió, majd Brassó régió része volt. 1968-tól Brassó megye és abban Sáros község része.
1906-ban hajtották végre a tagosítást. A falu lakossága a 19. század közepétől a 20. század közepéig 600 körül mozgott, abszolút német (szász) többséggel. A 20. század második felében népessége csökkent, német lakosságát elvesztette. 2011-ben 270 ember lakta, közülük 209 vallotta magát románnak, 22 magyarnak, 18 cigánynak, 11 németnek.

### Nádpatakfürdő
A falu határában gyógyfürdő található (Nádpatakfürdő, Băile Rodbav, Bad Rohrbach), mely már a 19. században is ismert fürdőhely volt, és népszerű üdülőhelye a környéki falvak lakóinak. A kommunista hatalomátvétel után a falu és a község tulajdonából a megyei turisztikai hivatal birtokába került, és száz férőhelyes szanatóriumot építettek az üdülni vágyók számára. Az 1990-es években bevezették a villanyt, gázt, és új épületeket emeltek. 1999-ben eladták a Román Igazságügyi Minisztériumnak és a feketehalmi börtönigazgatóság alkalmazottainak képzési és rehabilitációs központjává nevezték ki, de korlátozott számban továbbra is fogad üdülni vágyókat.
A telep a 20. század közepén különvált Nádpataktól Băile Rodbav néven, azonban később ismét egyesült vele.

## Nevezetességei
- A nádpataki erődtemplom a falu keleti részén, dombon áll. Elődjét, egy román stílusú bazilikát a 13. század elején építették, a század másik felében újjáépítették, majd a 15. század végén erődített csarnoktemplommá alakították át. Legutóbb 1965–1973 között restaurálták.[3]
- Nádpatakfürdő, melynek ásványvízforrásait és gyógyiszapját reuma, neuroperifériás, nőgyógyászati és endokrin panaszok, mozgászavarok, poszttraumás állapotok kezelésére javasolják.[6] Az ásványvizek szarmatai homoklerakódásokból erednek.[7]